# ジョージ・ハインズ
ジョージ・ハインズ（George Hines、1963年6月1日 - ）は、アメリカ合衆国出身のプロレスラー。出身地は複数説があり定かではない。身長186cm、体重110kg。
兄はザ・ファンタスティックスのボビー・フルトン。

## 来歴
アマチュアレスリングやフットボールを経験したが、兄の影響もあってプロレスラーを目指す。デビューは1987年のフィデル・カストロ戦。
1992年にジャッキー・フルトンのリングネームで全日本プロレスに初来日。
同年に覆面レスラーであるザ・パトリオットのパートナーに抜擢され、同じく覆面レスラーのジ・イーグルに変身する。
1993年6月2日、ザ・パトリオットのパートナーとして小橋健太、菊地毅組を破ってアジアタッグ王座を戴冠する。秋山準・菊地毅組に一度の防衛後、9月9日にカンナム・エクスプレス(ダグ・ファーナス、ダニー・クロファット組)にベルトを奪われる。
1999年、素顔のジョージ・ハインズとして全日本プロレスに来日する。2002年に武藤敬司が全日本に入団すると、共にスキンヘッドであった事から武藤と同じコスチュームを着用し、入れ替わり戦術など多彩なコンビネーションを見せ高い会場人気を獲得した。しかし全日本が武藤新体制となってからは現在まで参戦が殆ど途絶えている。
2006年2月に、キングスロードに参戦した。

## 得意技
ハインズ・ドライバー
ボディスラムで相手を抱え上げ、開脚しつつ相手の後頭部から背中にかけてを叩きつける。変形のみちのくドライバーII。ジ・イーグル時代はイーグル・ドライバーの名称で使用していた。
二段蹴り
一度フェイントを掛けてからの蹴り技。
シャイニング・ウィザード
ジャーマン・スープレックス
ハイスピードブレーンバスター
ドロップキック
ジ・イーグル時代には非常にハイアングルなドロップキックを多用した。

## 獲得タイトル
全日本プロレス
- アジアタッグ王座：1回（w / ザ・パトリオット）[1]

スモーキー・マウンテン・レスリング
- SMWタッグ王座：1回（w / ボビー・フルトン）[2]